# Volnay Jenő
Volnay Jenő (eredeti neve: Weisz; Budapest, ? – Bukarest, 1933. február 7.) erdélyi magyar újságíró, lapszerkesztő.

## Életútja
Tanulmányait szülővárosában végezte. Budapestről Párizsba, majd Genfbe került, ahol neves francia lapok munkatársa volt. Az 1920-as években Bukarestben telepedett le, erdélyi magyar újságok – közöttük az Ellenzék és a Brassói Lapok – tudósítója. 1930 áprilisában megalapította a Bukaresti Magyar Újság c. hetilapot, amelyet főszerkesztőként irányított megszűntéig (1932. december). 
Az újságnak 1931 februárjától 1932 szeptemberéig francia nyelvű különkiadása jelent meg, ebben szignóval vagy aláírás nélkül közölt vezércikkei, kommentárjai a polgári értékek, a többségi megértés és kisebbségi lojalitás, az államrend tisztelete gondolatkörében fogantak. Szerkesztésében a politikai és gazdasági arcélű hetilap a román–magyar közeledés szorgalmazója kívánt lenni, amelynek elsőrendű eszközeként a gazdasági és kereskedelmi kapcsolatok kiszélesítését jelölte meg. Ebben a szellemben szemlézte és kommentálta a politikai eseményeket, a román parlamenti tevékenységet, az OMP érdekvédelmi politikáját, a bukaresti magyarság társadalmi, szellemi életét. Állást foglalt a magyarellenes megnyilvánulásokkal szemben. Szerkesztési koncepciója 1932 utolsó hónapjaiban gyökeresen megváltozott: fenntartás nélkül támogatta a Nemzeti Parasztpártot választási kampányában.